# 伊敏站
伊敏站，位于中华人民共和国内蒙古自治区呼伦贝尔市鄂温克族自治旗伊敏河镇，是海伊铁路、伊阿铁路上的火车站，建于1979年，由哈尔滨铁路局海拉尔车务段管辖。

## 歷史
- 建于1979年。

## 外部連結
- 中国铁路客户服务中心（页面存档备份，存于）